# Jorrin John
Pour les articles homonymes, voir Jorrin.
Jorrin Nemiah James John, né le 6 novembre 1990, est un footballeur international antiguayen évoluant au poste d'ailier, actuellement avec Atherstone Town (en).

## Biographie
Jorrin John joue pour la première fois avec la sélection d'Antigua-et-Barbuda le 9 octobre 2014 lors d'un match contre Sainte-Lucie.
Il participe avec sa sélection nationale à la Coupe caribéenne des nations 2014.